# Zandberg (Brabant-Septentrional)
Pour les articles homonymes, voir Zandberg.

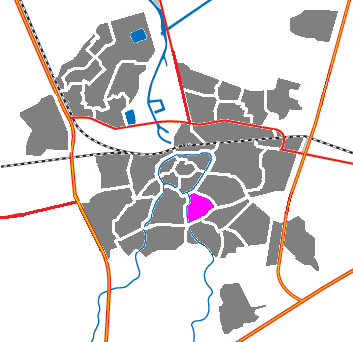
Localisation de Zandberg das la commune de Breda.

Zandberg est un hameau néerlandais de la commune de Bréda en Brabant-Septentrional.